# Marisol Soengas
María Soledad Soengas González (Agolada, 1968), conocida como Marisol Soengas, es una científica bióloga española, especializada en microbiología. Es una prestigiosa investigadora a nivel mundial en la lucha contra el cáncer de piel menos común pero el más letal, el melanoma. Es directora del grupo de Melanoma, en el Centro Nacional de Investigaciones Oncológicas (CNIO).

## Trayectoria
Soengas nació en el municipio de Agolada, Pontevedra, Galicia en 1968. Ya con cinco años quería ser científica y empezó la carrera en la Universidad de La Coruña. Es bióloga especializada en Microbiología por la Universidad Autónoma de Madrid, donde obtuvo el doctorado con la tesis Caracterización estructural y funcional de la proteína de unión a DNA de cadena sencilla del bacteriófago ²29. En 1997 fue investigadora en el Laboratorio Cold Spring Harbour (en Cold Spring Harbour, Nueva York) y se especializó en el análisis de los mecanismos de la muerte celular.
Se formó junto a la histórica científica Margarita Salas en su laboratorio del Centro de Biología Molecular Severo Ochoa, igual que Cristina Garmendia y María Blasco, y su ejemplo le sirvió para que siempre considerase natural que una mujer ocupara cargos de responsabilidad en la ciencia.
Entre 2002 y 2008 trabajó en la Universidad de Míchigan (Estados Unidos), donde sufrió el paternalismo de su director de departamento, al ser mujer y joven, que se dio cuenta y rectificó su conducta. En 2008 volvió a España y desde ese año es directora del grupo de Melanoma del Centro Nacional de Investigaciones Oncológicas (CNIO), donde se realizan avances en la lucha contra el cáncer, centrándose en el cáncer de piel y melanomas. Además es decana de asuntos científicos del Centro.
En 2017 el equipo que dirige logró desarrollar unos modelos animales (ratones bioluminiscentes) que han denominado MetAlert porque son los primeros que permitieron visualizar las carreteras de diseminación del tumor. Fue un hecho único, nunca realizado antes y que cuenta con numerosas implicaciones. Fueron reconocidos como la investigación biomédica del año en 2017 por la revista científica Nature. También en Cell, Cancer Cell, Science, Nature Cell Biology, Nature Communications, entre otras.
Los proyectos del laboratorio se orientan para que el trabajo sea utilidad directa en pacientes. A través de la compañía Bioncotech Therapeutics, confundada por Soengas, se consiguió la aprobación del ensayo con un primer paciente en 2018.
Está implicada en alentar las vocaciones científicas entre las niñas y las mujeres, para reducir la brecha de género y revertir los estereotipos de género existentes. Además es fundadora, junto a Ana Pastor, Ana Varela, Lola Galovart, Susana López- Abella, Carolina Bouvard o Marta Fernández Currás entre otras, del grupo "Mujeres influyentes de Galicia" para promocionar el talento invisibilizado de las gallegas.
El 13 de febrero de 2024 anunció que padecía un cáncer de mama.

## Reconocimientos
Cuenta con una docena de galardones. La Junta de Galicia le otorgó el Premio María Josefa Wonenburger Planells en 2009 por su trayectoria profesional. En 2017 fue distinguida por el Congreso Mundial del Melanoma, celebrado en Brisbane (Australia), con el prestigioso Premio anual de la Society for Melanoma Research Estela Medrano Memorial Award, en reconocimiento a su trabajo en la investigación y por ser una de las investigadoras más influyentes en su estudio, porque su grupo ha conseguido arrojar luz sobre el complejo proceso de nacimiento y evolución de estos tumores. También en 2017 fue reconocida con el galardón Executiva 2017 de la Asociación de Executivas de Galicia y con el premio Constantes y Vitales a la 'Mejor investigación biomédica'. En 2018 recibió las Placas de Honor de la Asociación Española de Científicos.
En 2021 recibió el Premio Carmen y Severo Ochoa de Investigación en Biología Molecular 2021, por sus estudios sobre el melanoma. En 2023 se le concedió el Premio Fernández Latorre por su trayectoria científica.